# Eleição municipal de Curitiba em 2000
A eleição municipal de Curitiba em 2000 foi realizada nos dias 1º de outubro (1º turno) e 29 de outubro (2º turno), para a eleição de um prefeito, um vice-prefeito e mais 35 vereadores. O vencedor foi o então prefeito Cássio Taniguchi (PFL), reeleito com 462.811 votos (51,48% dos votos válidos) em segundo turno contra 436.270 votos (48,52%) do concorrente, o então deputado estadual Ângelo Vanhoni, do PT. Cássio Taniguchi governou a cidade pelo período de 1º de janeiro de 2001 a 31 de dezembro de 2004.

## Segundo turno, uma novidade (para os Curitibanos)
O segundo turno havia estreado em eleições municipais em 1992, porém, Curitiba só foi ter o seu primeiro segundo turno nesta eleição, oito anos após a primeira eleição em que havia esta possibilidade, já que Rafael Greca e Cássio Taniguchi, em 1992 e 1996 respectivamente, foram eleitos em primeiro turno. Pode-se destacar também que nesta eleição o PT assumiu a liderança da oposição ao grupo Lernista, tendo sido o responsável pela eleição ter ido ao segundo turno. Vanhoni, inclusive, liderou pesquisas de intenção de voto nos primeiros dias de campanha do segundo turno, porém, acabou perdendo fôlego e viu seu concorrente virar o jogo nos dias anteriores ao pleito.

## Candidatos a prefeito

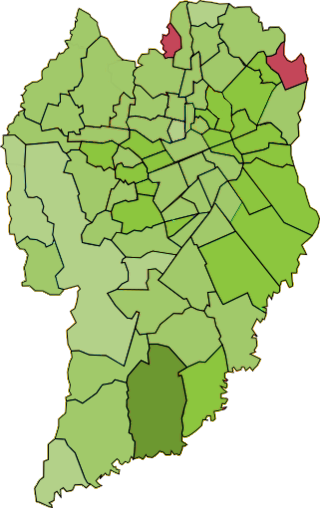
Mapa do primeiro turno por bairros da eleição de Curitiba em 2000. (Degradê)

| N° | Candidato(a) a prefeito | Candidato(a) a prefeito                                   | Candidato(a) a vice-prefeito | Candidato(a) a vice-prefeito                            | Coligação                                                                                           |
| -- | ----------------------- | --------------------------------------------------------- | ---------------------------- | ------------------------------------------------------- | --------------------------------------------------------------------------------------------------- |
| 13 |                         | Ângelo Vanhoni (PT) Ângelo Carlos Vanhoni                 |                              | José Maurino (PPS) José Maurino de Oliveira Martins     | Curitiba Vida Melhor PCdoB, PCB, PHS, PMN, PPS, PT, PV                                              |
| 25 |                         | Cássio Taniguchi (PFL) Cássio Taniguchi                   |                              | Beto Richa (PTB) Carlos Alberto Richa                   | Movimento Curitiba Sempre Com Você PFL, PL, PPB, PRN, PRP, PSB, PSC, PSD, PSL, PST, PTdoB, PTB, PTN |
| 16 |                         | Diego de Sturdze (PSTU) Diego de Sturdze                  |                              | Júlio Cezar de Jesus (PSTU) Júlio Cezar de Jesus        | Partido Isolado                                                                                     |
| 12 |                         | Eduardo Requião (PDT) Eduardo Requião de Mello e Silva    |                              | Yara Loeffler (PDT) Yara Loeffler                       | Pela Vida com Dignidade PDT, PGT                                                                    |
| 28 |                         | Jamil Nakad (PRTB) Jamil Nakad                            |                              | Mônica Cassarotti (PRTB) Marta Mônica Coelho Cassarotti | Partido Isolado                                                                                     |
| 45 |                         | Luiz Forte Netto (PSDB) Luiz Forte Netto                  |                              | Walter Kolb (PSDB) Carlos Walter Kolb                   | Curitiba Forte PSDB, PSDC                                                                           |
| 15 |                         | Maurício Requião (PMDB) Maurício Requião de Mello e Silva |                              | Ernani Moreno (PMDB) Ernani Moreno Silva                | Coligação da Oposição PMDB, PAN                                                                     |

## Pesquisa

### 1° Turno
Evolução da intenção de voto para prefeito de Curitiba em 2000 - Votos Válidos (em %)
| Fonte: Instituto Datafolha | Se a eleição para prefeito de Curitiba fosse hoje e os candidatos fossem estes, em quem você votaria? | Se a eleição para prefeito de Curitiba fosse hoje e os candidatos fossem estes, em quem você votaria? | Se a eleição para prefeito de Curitiba fosse hoje e os candidatos fossem estes, em quem você votaria? | Se a eleição para prefeito de Curitiba fosse hoje e os candidatos fossem estes, em quem você votaria? | Se a eleição para prefeito de Curitiba fosse hoje e os candidatos fossem estes, em quem você votaria? | Se a eleição para prefeito de Curitiba fosse hoje e os candidatos fossem estes, em quem você votaria? | Se a eleição para prefeito de Curitiba fosse hoje e os candidatos fossem estes, em quem você votaria? | Se a eleição para prefeito de Curitiba fosse hoje e os candidatos fossem estes, em quem você votaria? |
| Fonte: Instituto Datafolha | 26 de julho de 2000                                                                                   | 9 de agosto de 2000                                                                                   | 24 de agosto de 2000                                                                                  | 5 de setembro de 2000                                                                                 | 14 de setembro de 2000                                                                                | 22 de setembro de 2000                                                                                | 29 de setembro de 2000                                                                                | Votos Totais                                                                                          |
| -------------------------- | --- | --- | --- | --- | --- | --- | --- | --- |
| Cássio Taniguchi (PFL)     | 49%                                                                                                   | 54%                                                                                                   | 57%                                                                                                   | 53%                                                                                                   | 51%                                                                                                   | 45%                                                                                                   | 44%                                                                                                   | 43,97%                                                                                                |
| Ângelo Vanhoni (PT)        | 9% | 7% | 12%                                                                                                   | 14%                                                                                                   | 19%                                                                                                   | 21%                                                                                                   | 27%                                                                                                   | 35,37%                                                                                                |
| Maurício Requião (PMDB)    | 10%                                                                                                   | 12%                                                                                                   | 11%                                                                                                   | 14%                                                                                                   | 12%                                                                                                   | 14%                                                                                                   | 11%                                                                                                   | 10,33%                                                                                                |
| Luiz Forte Netto (PSDB)    | 0% | 1% | 2% | 5% | 6% | 5% | 7% | 8,28%                                                                                                 |
| Eduardo Requião (PDT)      | 9% | 7% | 3% | 3% | 2% | 3% | 2% | 1,13%                                                                                                 |
| Jamil Nakad (PRTB)         | 1% | 1% | 0% | 0% | 0% | 0% | 1% | 0,79%                                                                                                 |
| Diego de Sturdze (PSTU)    | 0% | 0% | 0% | 0% | 0% | 0% | 0% | 0,13%                                                                                                 |
| Branco/Nulo/Nenhum         | 13%                                                                                                   | 10%                                                                                                   | 8% | 6% | 5% | 5% | 4% | 10,04%                                                                                                |
| Não Sabe/ Não Lembra       | 8% | 7% | 6% | 4% | 4% | 6% | 4% | — |

## Resultados do 1º turno
| 1º Turno 1 de outubro de 2000 | 1º Turno 1 de outubro de 2000 | 1º Turno 1 de outubro de 2000 | 1º Turno 1 de outubro de 2000 |
| Candidato(a)                  | Vice                          | Votação                       | Votação                       |
| Candidato(a)                  | Vice                          | Total                         | %                             |
| ----------------------------- | ----------------------------- | ----------------------------- | ----------------------------- |
| Cássio Taniguchi (PFL)        | Beto Richa (PTB)              | 378.993                       | 43,97%                        |
| Ângelo Vanhoni (PT)           | José Maurino (PPS)            | 304.902                       | 35,37%                        |
| Maurício Requião (PMDB)       | Ernani Moreno (PMDB)          | 89.017                        | 10,33%                        |
| Luiz Forte Netto (PSDB)       | Walter Kolb (PSDB)            | 71.394                        | 8,28%                         |
| Eduardo Requião (PDT)         | Yara Loeffler (PDT)           | 9.773                         | 1,13%                         |
| Jamil Nakad (PRTB)            | Mônica Cassarotti (PRTB)      | 6.783                         | 0,79%                         |
| Diego de Sturdze (PSTU)       | Júlio Cezar de Jesus (PSTU)   | 1.131                         | 0,13%                         |
| Total de votos válidos        | Total de votos válidos        | 861.993                       | 100,00%                       |
| Votos apurados                |                               |                               |                               |
| Votos válidos                 | Votos válidos                 | 861.993                       | 92,96%                        |
| Votos em branco               | Votos em branco               | 29.770                        | 3,21%                         |
| Votos nulos                   | Votos nulos                   | 35.497                        | 3,83%                         |
| Total de votos apurados       | Total de votos apurados       | 927.260                       | 100,00%                       |
| Eleitores                     |                               |                               |                               |
| Comparecimento                | Comparecimento                | 927.260                       | 83,52%                        |
| Abstenções                    | Abstenções                    | 182.929                       | 16,48%                        |
| Total de eleitores            | Total de eleitores            | 1.110.189                     | 100,00%                       |

### Sobre Cássio Taniguchi e sua vitória acirrada
Através de pesquisas que mostram as intenções de voto, Cássio poderia ganhar o primeiro turno tranquilamente, por estava estava muito a frente do segundo candidato. Ainda mais porque ele se sobre saia entre os candidatos devidos a sua linhagem poderosa em Curitiba. Mas foi o contrário do imaginado, a vitória de Taniguchi. Ele foi eleito após o segundo turno, com um resultado apertado com o candidato Vanhoni, que disparou durante o seu eleitorado. Eles chegaram a empatar antes mesmo da votação.

## Resultados do 2º turno
| 2º Turno 29 de outubro de 2000 | 2º Turno 29 de outubro de 2000 | 2º Turno 29 de outubro de 2000 | 2º Turno 29 de outubro de 2000 |
| Candidato(a)                   | Vice                           | Votação                        | Votação                        |
| Candidato(a)                   | Vice                           | Total                          | Porcentagem                    |
| ------------------------------ | ------------------------------ | ------------------------------ | ------------------------------ |
| Cássio Taniguchi (PFL)         | Beto Richa (PTB)               | 462.811                        | 51,48%                         |
| Ângelo Vanhoni (PT)            | José Maurino (PPS)             | 436.270                        | 48,52%                         |
| Total de votos válidos         | Total de votos válidos         | 899.081                        | 100,00%                        |
| Votos apurados                 |                                |                                |                                |
| Votos válidos                  | Votos válidos                  | 899.081                        | 96,88%                         |
| Votos em branco                | Votos em branco                | 12.378                         | 1,33%                          |
| Votos nulos                    | Votos nulos                    | 16.605                         | 1,79%                          |
| Total de votos apurados        | Total de votos apurados        | 928.064                        | 100,00%                        |
| Eleitores                      |                                |                                |                                |
| Comparecimento                 | Comparecimento                 | 928.064                        | 83,60%                         |
| Abstenções                     | Abstenções                     | 182.125                        | 16,40%                         |
| Total de eleitores             | Total de eleitores             | 1.110.189                      | 100,00%                        |